# Peter Mellgren
Stig Gunnar Peter Algotsson Mellgren, född 10 januari 1979 på Öckerö, är en svensk tonsättare, psalmist och musiker. Han skapar modern kyrkomusik och tre av hans psalmer har valts ut till provsjungning för Svenska kyrkans psalmboksrevision som är planerad till 2030.

## Biografi
Peter Mellgren växte upp på Hönö i Göteborgs skärgård och har studerat musik vid folkhögskolorna i Jämshög, Värnamo och Helsjön samt vid Örebro universitet, Luleå tekniska universitet och Uppsala universitet. Hans professionella musikaliska bana inleddes genom samarbeten med kyrkomusikaliska ensembler, bland annat i Torslanda församling.
Han medverkar med en text i boken Leva med hjärntrötthet där han skriver om sin erfarenhet av följderna av en stroke han drabbades av och hur musiken hjälpt honom vidare.
Mellgren har komponerat psalmer och andlig musik sedan början av 2000-talet, och är representerad i Brukssånger, som är Equmeniakyrkans sångbok på nätet. Hans verk har framförts vid flera nationella och internationella evenemang som World Methodist Conference 2024 (där hans psalm Helig Ande, kom till mig framfördes på engelska), Hönökonferensen och andra av Equmeniakyrkans konferenser som Hemavanmötet och Equmeniakyrkans kyrkokoferens.

## Psalm

### Brukssånger
Peter Mellgren har flera psalmer representerade i Brukssånger. Om inte annat anges har han skrivit text och/eller musik:
| Utgivningsår | Album                        | Nr | Titel                                | Låtskrivare                                        | Längd |
| ------------ | ---------------------------- | -- | ------------------------------------ | -------------------------------------------------- | ----- |
| 2019         | Jorden vaknar                | 8  | Tre sånger ur Psaltaren              |                                                    | 2:13  |
|              |                              |    | Du visar mig vägen till liv          | Text: Psaltaren 16:11                              |       |
|              |                              |    | Herren är min tillflykt och min borg | Text: Psaltaren 91:2                               |       |
|              |                              |    | Herren är nära                       | Text: Psaltaren 145:18                             |       |
| 2020         | Den famn som trots allt bär  | 9  | Växla ner                            | Text: Louise Albrecht                              | 3:48  |
|              |                              | 10 | Helig Ande, kom till mig             |                                                    | 2:51  |
| 2020         | Nu sjunger skapelsen sin bön | 7  | Jag vill växla ner (Växla ner)       | Text: Louise Albrecht                              | 3:48  |
| 2021         | En ny dag                    | 6  | Alltid med                           | Text: Anna Eriksson                                | 2:52  |
| 2022         | Kärlekens frö                | 9  | Din nåd är allt jag behöver          | Text: Fritt från 2 Korintierbrevet 12:9-10         | 2:09  |
| 2024         | I din närhet                 | 6  | Wow Det spritter i benen             | Text: Peter Mellgren och Johanna Svensson Engqvist | 2:20  |
|              |                              | 8  | När du vandrar som i öknen           | Text: Johanna Öhman                                | 2:38  |

### Psalmboksrevisionen
Tre av hans psalmer är utvalda som förslag till Svenska kyrkans reviderade psalmbok som planeras till 2030. Den har publicerats som ett remissförslag om 233 psalmer i sju olika kategorier.
| Kategori            | Psalm  | Titel                      | Psalmförfattare                                      |
| ------------------- | ------ | -------------------------- | ---------------------------------------------------- |
| Treenigheten        | Nr 16  | Helig Ande, kom till mig   | Text & musik: Peter Mellgren                         |
| Kyrkliga handlingar | Nr 80  | I ditt liv har mycket hänt | Text: Brita Rudberg Österberg. Musik: Peter Mellgren |
| Att leva av tro     | Nr 206 | Var inte rädd              | Text: Bibeln: Jesaja 41:10. Musik: Peter Mellgren    |